# Sancha de Castilla (1154-1208)
Sancha de Castilla (Toledo, 21 de septiembre de 1154 o 1155-Villanueva de Sigena (Huesca), 9 de noviembre de 1208), hija de Alfonso VII de León y de su segunda esposa, Riquilda de Polonia, fue infanta de Castilla y reina consorte de Aragón (1174-1198).

## Biografía
Fue la primera reina de Aragón en utilizar un sello regio. Sus características son similares a las de los sellos que usó Alfonso II de Aragón, su marido, y muestra en sendas caras una imagen de la reina entronizada con una flor de lis en una mano en el anverso, y en el reverso otra ecuestre montando a la amazona con vestiduras femeninas. Esta iconografía muestra la relación de la reina con la autoridad real de su esposo.
Destacó su labor como mecenas de las artes, que se evidencia no solo en la originalidad del sello que ostentó, sino en la fundación del monasterio de Sigena, que tuvo la función de panteón de los reyes aragoneses. Participó activamente en la administración de monasterio, donde probablemente se retiró al enviudar, al cual hizo muchas donaciones.
Testó en 1208 ordenando su enterramiento en la capilla de San Pedro en el monasterio, donándole sus joyas, una tela de seda, la reliquia del dedo del Señor, judíos de Huesca, Zaragoza, Calatayud y Alagón, además de bienes en Calamocha y en Cambor de Pina.  Debió fallecer poco después del 6 de noviembre de 1208 fecha en la cual aparece por última vez, figurando a partir de esa fecha la priora del monasterio así como su hijo el rey Pedro haciendo varias donaciones y confirmando las que había hecho su madre.

## Matrimonio y descendencia
El 18 de enero de 1174 se casó en la catedral de Zaragoza con el rey Alfonso II de Aragón, roborando diplomas a partir de entonces como regina Aragonie, comitissa Barcinone et marchissa Provincie. De este matrimonio nacieron:
- Pedro II de Aragón (1178–1213), rey de Aragón y conde de Barcelona;
- Constanza (1179–1222), casada en 1198 con Emerico I de Hungría y en 1210 con Federico II Hohenstaufen, Sacro Emperador Romano Germánico, rey de Sicilia y de Jerusalén;
- Alfonso (1180–1209), conde de Provenza, con el nombre de Alfonso II;
- Leonor (1182–1226), casada en 1202 con Ramón VI de Tolosa:
- Sancha (1186–1241), casada en 1211 con Ramón VII de Tolosa;
- Sancho, muerto joven.
- Ramón Berenguer, muerto joven.
- Fernando (1190–1249), sacerdote y abad en el monasterio de Montearagón.
- Dulce (1192–¿?), monja en el monasterio de Sigena.